# Aporosa misimana
Aporosa misimana är en emblikaväxtart som beskrevs av Airy Shaw och Anne M. Schot. Aporosa misimana ingår i släktet Aporosa och familjen emblikaväxter. Inga underarter finns listade i Catalogue of Life.